# Peter Mueller (patinage de vitesse)
Pour les articles homonymes, voir Peter Mueller et Mueller.
Peter Mueller, né le 27 juillet 1954 à Madison, est un patineur de vitesse américain.

## Biographie
Aux Jeux olympiques d'hiver de 1976 organisés à Innsbruck en Autriche, Peter Mueller est médaillé d'or sur 1 000 mètres. Il remporte également deux médailles aux championnats du monde de sprint : le bronze en 1976 et l'argent en 1977,.

## Records personnels
| Distance     | Temps         | Année |
| ------------ | ------------- | ----- |
| 500 mètres   | 37 s 71       | 1980  |
| 1 000 mètres | 1 min 15 s 33 | 1980  |
| 1 500 mètres | 2 min 5 s 21  | 1977  |
| 5 000 mètres | 8 min 13 s 40 | 1976  |